# Eno vasútállomás
Eno vasútállomás Finnországban, Eno településen található.

## Vasútvonalak
Az állomást az alábbi vasútvonalak érintik:
- Joensuu–Kontiomäki-vasútvonal

## Kapcsolódó állomások
A vasútállomáshoz az alábbi állomások vannak a legközelebb:
- Uimaharju railway station (Kontiomäki railway station, Joensuu–Kontiomäki-vasútvonal)
- Kontiolahti railway station (Joensuu vasútállomás, Joensuu–Kontiomäki-vasútvonal)